# جو دوري
جو دوري (بالإنجليزية: Jo Durie)‏ مواليد 27 يوليو 1960 في برستل، هي لاعبة كرة مضرب بريطانية سابقة بدأت مسيرتها كمحترفة سنة 1977 وكانت تلعب باليد اليمنى، اعتزلت اللعب في 1995. كما أنها إحدى بطلات الجراند سلام. أعلى تصنيف لها في الفردي كان المركز الـ 5 في سنة 1984.

## بطولات حققتها
- بطولة ويمبلدون
- بطولة أستراليا المفتوحة للتنس

## النهائيات

### نهائيات البطولات الكبرى

#### الزوجي المختلط: النهائيات 2 (الألقاب 2, الوصافة 0)
| الحصيلة | السنة | البطولة           | الأرضية | الشريك      | المنافس                          | النتيجة         |
| ------- | ----- | ----------------- | ------- | ----------- | -------------------------------- | --------------- |
| الفوز   | 1987  | ويمبلدون          | عشبية   | جيريمي بيتس | نيكول برادتكه دارين كاهيل        | 7–6(12–10), 6–3 |
| الفوز   | 1991  | أستراليا المفتوحة | صلبة    | جيريمي بيتس | روبن وايت (تنس) سكوت ديفيز (تنس) | 2–6, 6–4, 6–4   |

### نهائيات بطولات نهاية العام

#### الزوجي: النهائيات 1 (الألقاب 0, 1 الوصافة)
| الحصيلة | السنة | المكان  | الأرضية | الشريك    | المنافس                        | النتيجة  |
| ------- | ----- | ------- | ------- | --------- | ------------------------------ | -------- |
| الوصافة | 1984  | نيويورك | سجاد    | آن كيمورا | مارتينا نافراتيلوفا بام شرايفر | 6–3, 6–1 |

## الخط الزمني للأداء
مفتاح
| ف | ن | ن.ن | ر.ن | د# | د.م | ل | أ.أ | ت | غ | ب | ف | ذ | م.خ | ل.ت |

(ف) فاز بالبطولة (ن) وصل النهائي (ن.ن) نصف النهائي (ر.ن) ربع النهائي (د#) الأدوار الأربعة الأولى (د.م) دور المجموعات (ل) شارك في كأس ديفيز (أ.أ) خرج من الأدوار الاولى (ت) خسر التصفيات التأهيلية (غ) غاب عن الحدث أو البطولة (ب) حصل على ميدالية برونزية (ف) حصل على ميدالية فضية (ذ) حصل على ميدالية ذهبية (م.خ) بطولة الماسترز خُفضت إلى مرتبة أقل (ل.ت) البطولة لم تعقد في السنة المعينة.
لتجنب الارتباك وازدواجية الحساب، يتم تحديث هذه المعلومات إما في نهاية البطولة، أو عندما تكون مشاركة اللاعب في البطولة قد انتهت.

### الفردي
| الدورة                        | 1977 | 1977 | 1978 | 1979 | 1980 | 1981 | 1982 | 1983 | 1984 | 1985 | 1986 | 1987 | 1988 | 1989 | 1990 | 1991 | 1992 | 1993 | 1994 | 1995 | إجمالي ف/م |
| ----------------------------- | ---- | ---- | ---- | ---- | ---- | ---- | ---- | ---- | ---- | ---- | ---- | ---- | ---- | ---- | ---- | ---- | ---- | ---- | ---- | ---- | ---------- |
| بطولة أستراليا المفتوحة للتنس | غ    | غ    | غ    | غ    | غ    | د3   | د3   | ر.ن  | د2   | د3   | ل.ت  | د4   | د2   | د3   | د2   | د2   | د2   | غ    | غ    | غ    | 0 / 11     |
| دورة رولان غاروس الدولية      | غ    | غ    | غ    | غ    | د1   | د1   | د2   | ن.ن  | د2   | د1   | د1   | د1   | د2   | د1   | غ    | د1   | د3   | غ    | غ    | غ    | 0 / 12     |
| بطولة ويمبلدون                | د1   | د1   | د1   | د2   | د1   | د4   | د1   | د3   | ر.ن  | د4   | د3   | د3   | د2   | غ    | د1   | د2   | د1   | د1   | د1   | د2   | 0 / 18     |
| أمريكا المفتوحة               | غ    | غ    | غ    | غ    | غ    | د4   | د3   | ن.ن  | د1   | د1   | د3   | د2   | د1   | د1   | د1   | د4   | د1   | د1   | غ    | غ    | 0 / 13     |
| تصنيف نهاية العام             | ب.ت  | ب.ت  | 123  | 73   | 53   | 31   | 28   | 6    | 24   | 26   | 24   | 73   | 60   | 118  | 64   | 60   | 60   | 192  | 343  | 292  |            |

- إجمالي ف / م = إجمالي الفوز والمشاركة

## روابط خارجية
- جو دوري على موقع رابطة محترفات التنس (الإنجليزية)
- جو دوري على موقع الاتحاد الدولي لكرة المضرب (الإنجليزية)
- جو دوري على موقع كأس بيلي جين كينغ (الإنجليزية)
- جو دوري على موقع خلاصة التنس.كوم (الإنجليزية)
- جو دوري على موقع إي إس بي إن.كوم (الإنجليزية)